# Pennantia
Pennantia är ett släkte av tvåhjärtbladiga växter. Pennantia ingår i familjen Pennantiaceae.
Pennantia är enda släktet i familjen Pennantiaceae.
Kladogram enligt Catalogue of Life:
| Pennantia | \| \| Pennantia baylisiana \| \| \| \| \| \| Pennantia corymbosa \| \| \| \| \| \| Pennantia cunninghamii \| \| \| \| \| \| Pennantia endlicheri \| \| \| \| |
|           | \| \| Pennantia baylisiana \| \| \| \| \| \| Pennantia corymbosa \| \| \| \| \| \| Pennantia cunninghamii \| \| \| \| \| \| Pennantia endlicheri \| \| \| \| |
|           | Pennantia baylisiana |
|           | |
|           | Pennantia corymbosa |
|           | |
|           | Pennantia cunninghamii |
|           | |
|           | Pennantia endlicheri |
|           | |

## Bildgalleri

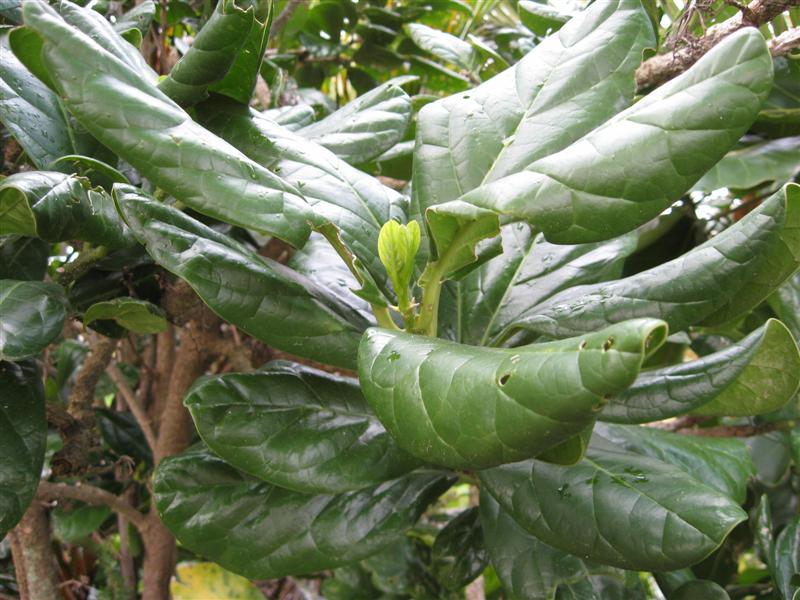
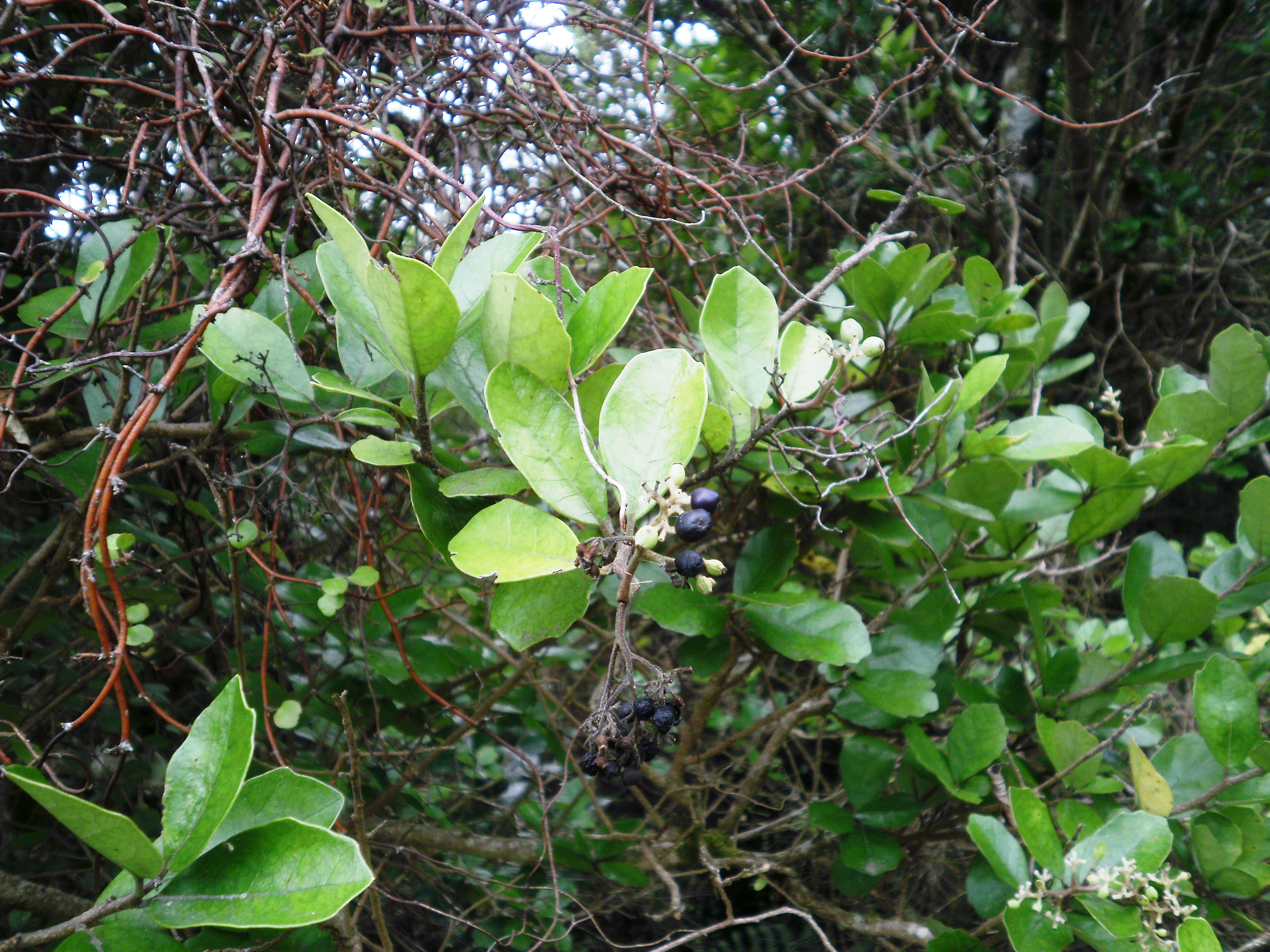